# Сепуку

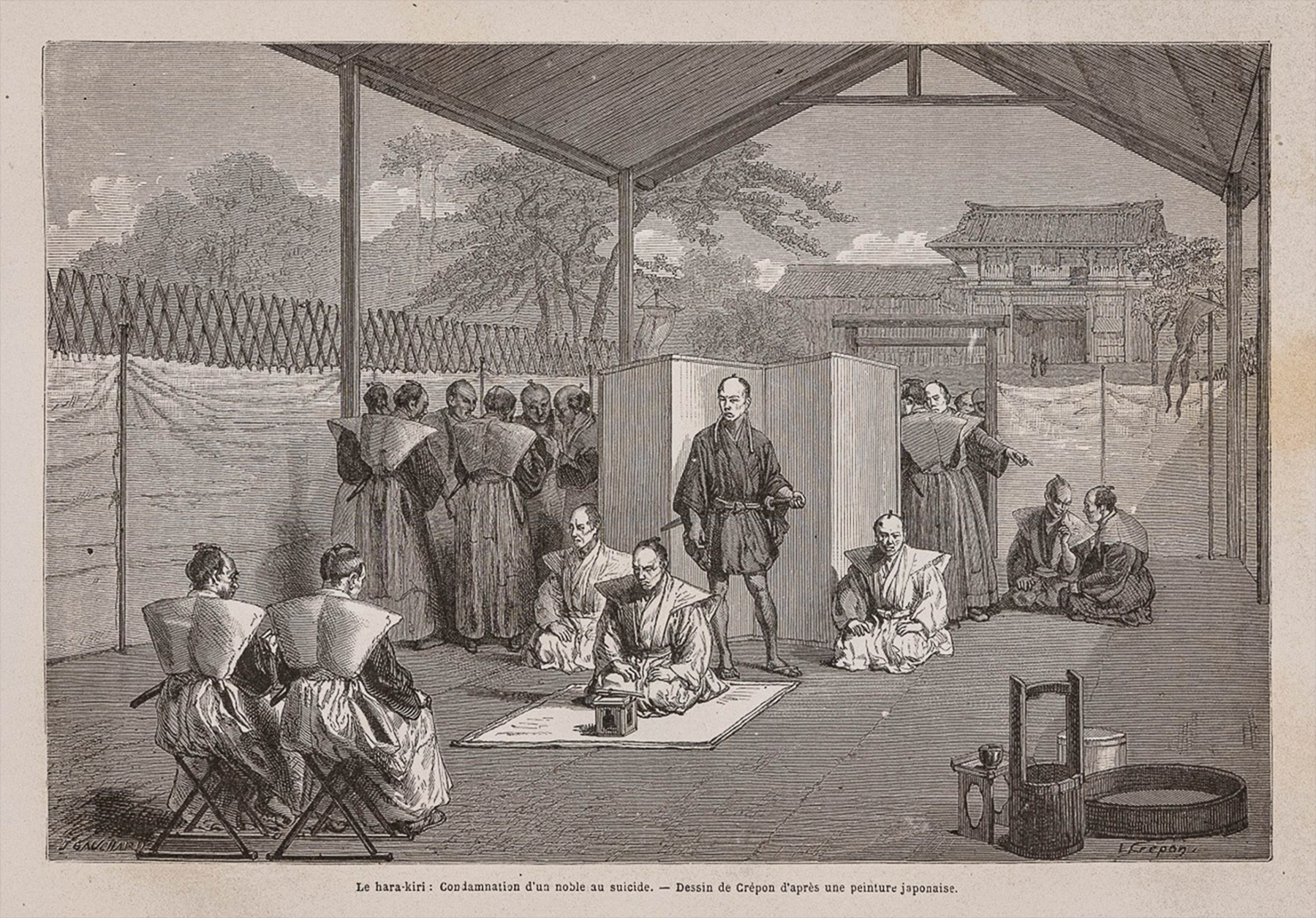
Ілюстрація, опублікована у Франції в 1867 році, зображує сеппуку наприкінці періоду Едо. Людина в центрі в костюмі камісімо, це сеппукудзін.

Се́пуку, також се́ппуку (іноді гаракірі, яп. 【切腹】, せっぷく, «розрізання живота») — це ритуальна форма чоловічого самогубства, яка була поширена серед класу самураїв в Японії приблизно з середини 12 століття і була офіційно заборонена в 1868 році.

## Назва

### Транслітерація
Українською мовою можна зустріти три варіанти написання японського слова «せっぷく», а саме сепуку та сеппуку, також інколи сепука. Правильною формою, згідно з сучасними системами транслітерації японської мови, має бути варіант з двома «пп», адже в оригіналі відбувається подвоєння приголосного звуку. Власне, запропонована форма вважається найпоширенішою згідно з корпусом української мови ГРАК, який індексує близько 37 випадків застосування слова, серед яких відзначилися популярні ЗМІ, художня література, коли варіант написання з один «п» зустрічається лише 8 разів.

### Різновиди
Одна й та ж практика, яка видозмінюється лише за характером способу містить наступний перелік:
- Ка́ппуку (яп. 割腹, かっぷく, латиніз.: Kappuku, дос. «розтинання живота»);
- То́фуку (яп. 屠腹, とふく, латиніз.: Tofuku, дос. «розсікання живота»);
- Харакі́рі (яп. 腹切り, はらきり, латиніз.: hara kiri, дос. «розрізання живота»).
- Баппуку (яп. 伐腹, ばっぷく, латиніз.: bappuku, дос. «відрубування голови»)
- Занпуку (яп. 斬腹, ざんぷく, латиніз.: Zan puku, дос. «відсікання голови»)

За уявленнями середньовічних японців, людська душа розміщувалася у животі, тому його розтинання було останнім доказом чесності людини. З цим уявленням пов'язано багато фразеологізмів японської мови. Наприклад:

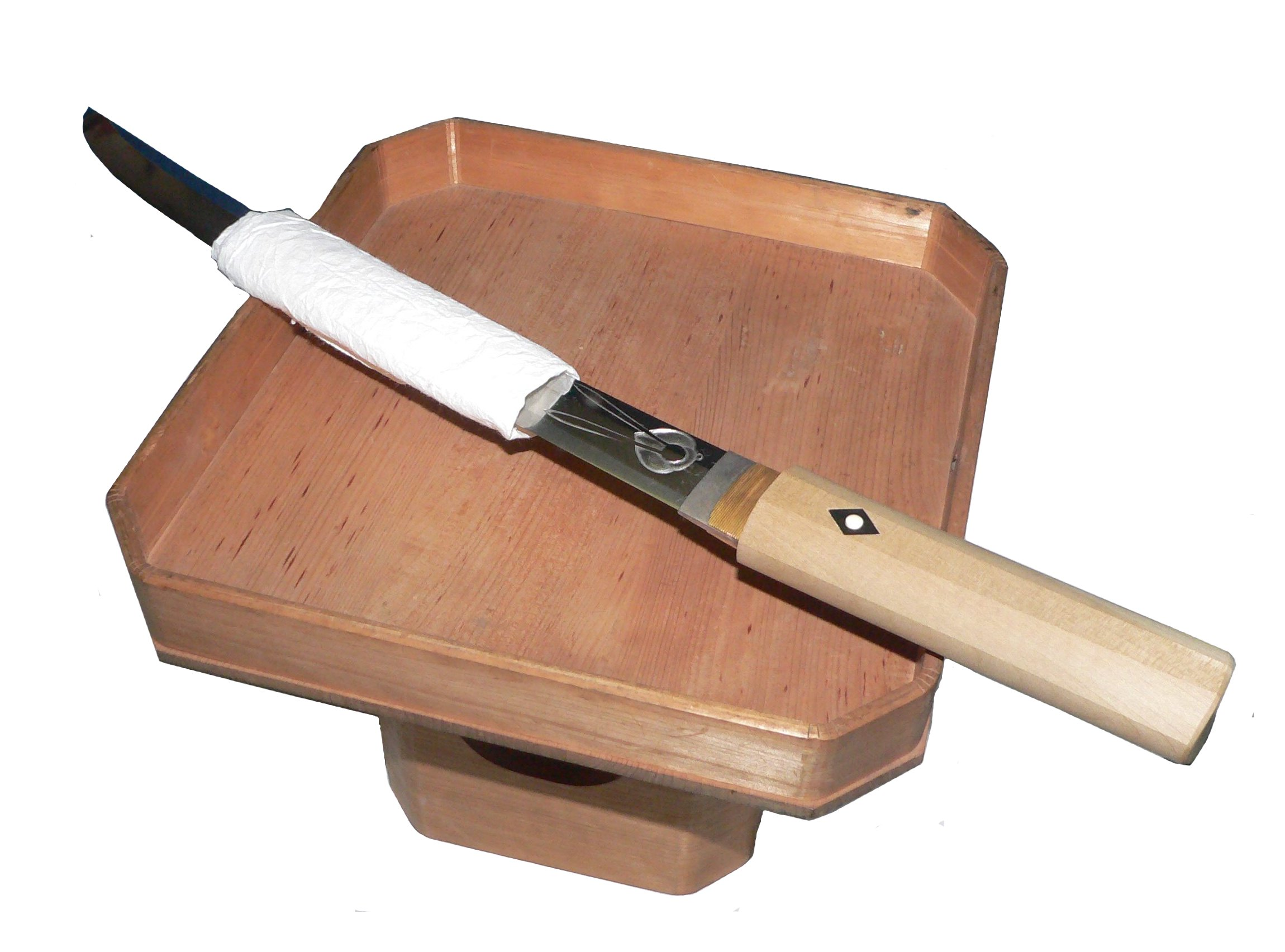
Короткий меч на підносі для сепуку.

- Харадацу (яп. 腹立つ, дос. «ходити з животом, що піднявся») — гніватися.
- Хара кітанай (яп. 腹汚い, дос. «бруднити живіт») — мати низькі прагнення.
- Хараґурой хіто (яп. 腹黒い人, дос. «людина з чорним животом») — мати погану репутацію.
- Харанай хіто (яп. 腹ない人, дос. «людина без живота») — бездуховна людина.

### Типологія
Сеппуку можна розділити на дві широкі категорії з точки зору свободи вибору, тобто, чи здійснюється воно добровільно, чи ні. Добровільне сеппуку називається дзідзін (яп. jijin, дос. «самознищення мечем»), а інше — цумебара (яп. tsumebara, дос. «вимушене самогубство»).

#### Дзідзін (добровільне сеппуку)
У першій категорії дзідзін є шість елементарних типів. Шостий тип має три підтипи, а один з трьох підтипів (тобто ойбара) має три підкатегорії.

##### Джикетсу
Буквально означає «самовизначення» (яп. 自決), маючи на увазі добровільну форму самогубства. Це був поширений тип сеппуку серед самураїв, які зазнали поразки в бою, особливо до періоду Токугави.

##### Інсекі
Належить до різновиду сеппуку, що дослідно перекладається як «брати на себе відповідальність» (яп. 引責); здійснюється як спосіб взяти на себе моральну та юридичну відповідальність за помилку, ненавмисний вчинок і неправильний вибір, а також за неправомірну поведінку з боку одного з підлеглих.

##### Канші
Цей тип сеппуку, що перекладається прямо як «нагляд» (яп. 監視), вчинявся як демонстрація або протест проти поганої поведінки свого пана. Коли феодал або начальник наполягав на поганій поведінці, його вірний колишній васал зазвичай вчиняв такий вид сеппуку, щоб змусити пана виправити свою поведінку.

##### Мембоку
Дослівно означає «захист своєї зовнішності» (яп. 面目). Цей вид сеппуку вчинявся як спосіб довести свою невинуватість і врятувати свою честь, особливо коли самурай був помилково і несправедливо звинувачений у злочині або протиправному діянні, в якому він не винен.

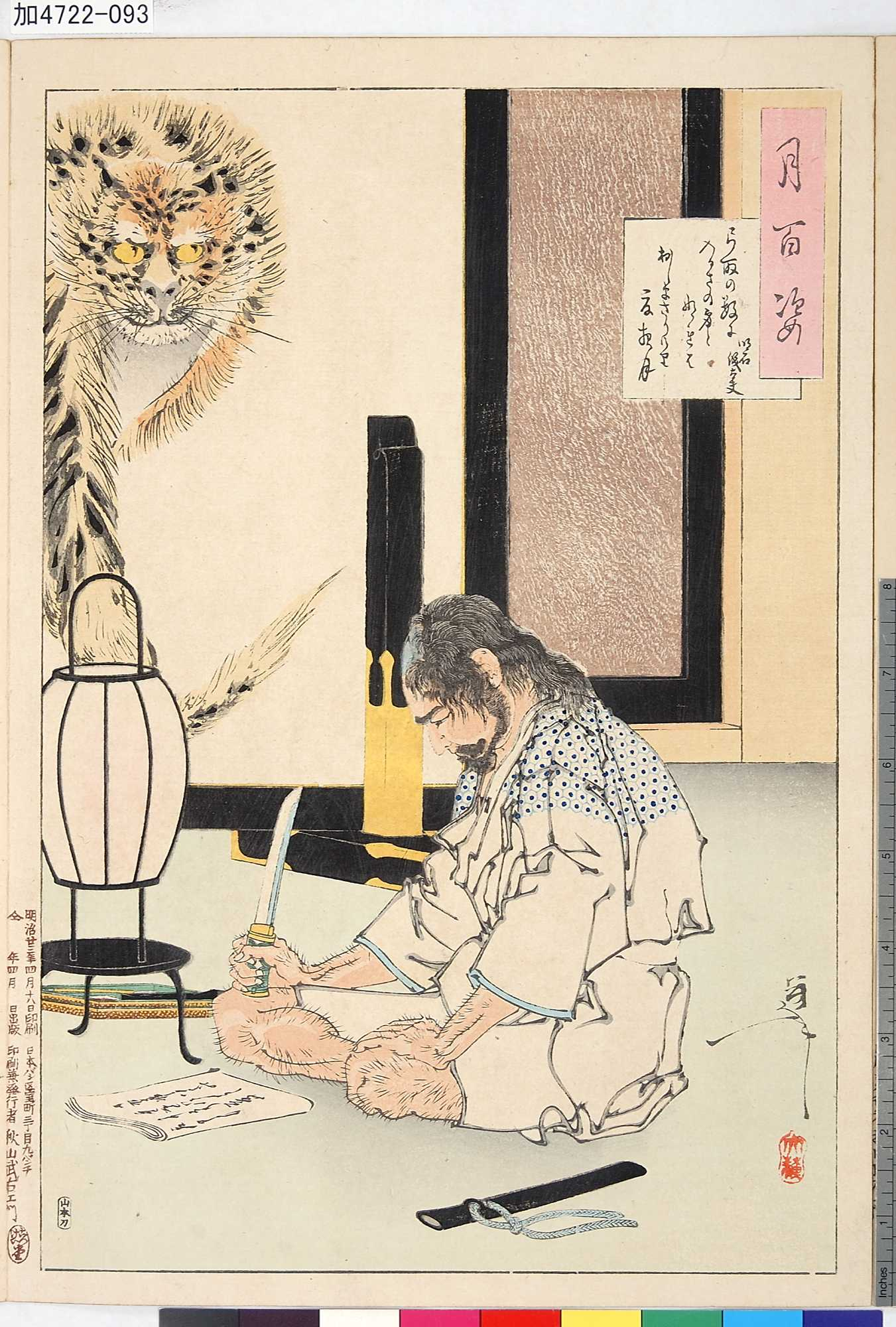
Генерал Акасі Ґідає готується здійснити сеппуку для свого господаря після поразки в битві 1582 року. Видно, що Акасі вже закінчив писати свій передсмертний вірш, частину якого видно у верхньому правому куті. Ілюстрація Цукіока Йошітоші

##### Джунші
Воїн-самурай, як і європейський лицар, діяв, підкоряючись своєму пану або королю. Однак, на відміну від Заходу, де існував вищий авторитет над паном — Бог, самурай не визнавав ніякої іншої влади над своїм паном. Сам імператор, хоч і мав божественне походження, не втручався у мирські справи, тому імператорська влада над самурайським станом на практиці була майже нульовою. Тому слід зазначити, що божественна віра не заважала жорсткій системі вірності самураїв своєму панові. Причому настільки, що ганебна смерть феодала від рук ворога часто тягнула за собою ритуальне самогубство усіх підлеглих.
Дзюнші можна розділити на три підтипи з точки зору часу проведення сеппуку: (а) сакібара (попереднє розпорювання живота) — це сеппуку, що здійснюється перед смертю пана, передчуваючи його швидку смерть, (б) атобара (відкладене сеппуку) — тип джунші, що здійснюється не одразу після смерті пана, а через значний проміжок часу, і (в) ойбара (сеппуку з акомпанементом) — тип сеппуку, що здійснюється самураєм одразу після смерті пана.

#### Цумебара (смертна кара, або примусове сеппуку)
Дуже ретельно розроблений ритуал, що виконувався як форма покарання, передбачав примусове випотрошення як смертну кару для самураїв. Встановлений Токугавою як створення соціального порядку, він надавав самураям перевагу над іншими соціальними статусами. За законом, право під назвою «кірі суте гомен» (яп. 斬捨御免) надавало самураю право використовувати свій меч для знищення будь-кого з нижчих каст, хто не виявляв до нього поваги. Таким чином, вони отримали право вбивати представників нижчого класу без жодних виправдань, що робило їх відповідальними за підтримання порядку, уповноважувало та інструктувало безжально карати тих, хто його порушував. Однак вони також були зобов'язані карати себе, якщо порушували закон, таким чином зміцнюючи свій авторитет в очах людей.
Для простолюдинів покарання приймали різні форми, такі як публічне викриття, принизливі татуювання, шмагання, вигнання і такі методи страти, як відсікання голови, спалення і розп'яття (прийняті з приходом християнських місіонерів). Нокогірібікі, коли людину ховали ще за життя, був ще одним методом, так само як і цумебара — форма самопокарання для самураїв зі збереженням їхньої гідності.
Страта через відсікання голови була зарезервована лише для буші, але вважалася публічною ганьбою. Викриття злочинця на вулиці з подальшою стратою зневажалося самураями, які трималися на відстані від народу. Сеппуку як покарання застосовувалося виключно до самураїв, пристосованих до цього стану, за винятком ронінів та винятків, таких як інцидент з Ако. Практика цумебара була вилучена з японського кримінального кодексу у 1873 році, після Реставрації Мейдзі.

##### Мунембара
Різновид сеппуку, вчиненого на підставі неправдивих звинувачень або односторонніх рішень судів та органів виконання покарань. Людина, яку змусили вчинити цей вид сеппуку, помирала з глибоким почуттям приниження та каяття. Так сталося з 47 ронінами.

##### Фунбара
Це сеппуку, в якому самурай помирає з повною відсутністю жалю і злоби.

##### Кейші
Це пряме покарання за кримінальні злочини, що накладалося на самураїв. Пізніше, в період Токугава, цей вид юридичного покарання став настільки поверхневим, що його навряд чи можна було відрізнити від простого відсікання голови.

## Історія

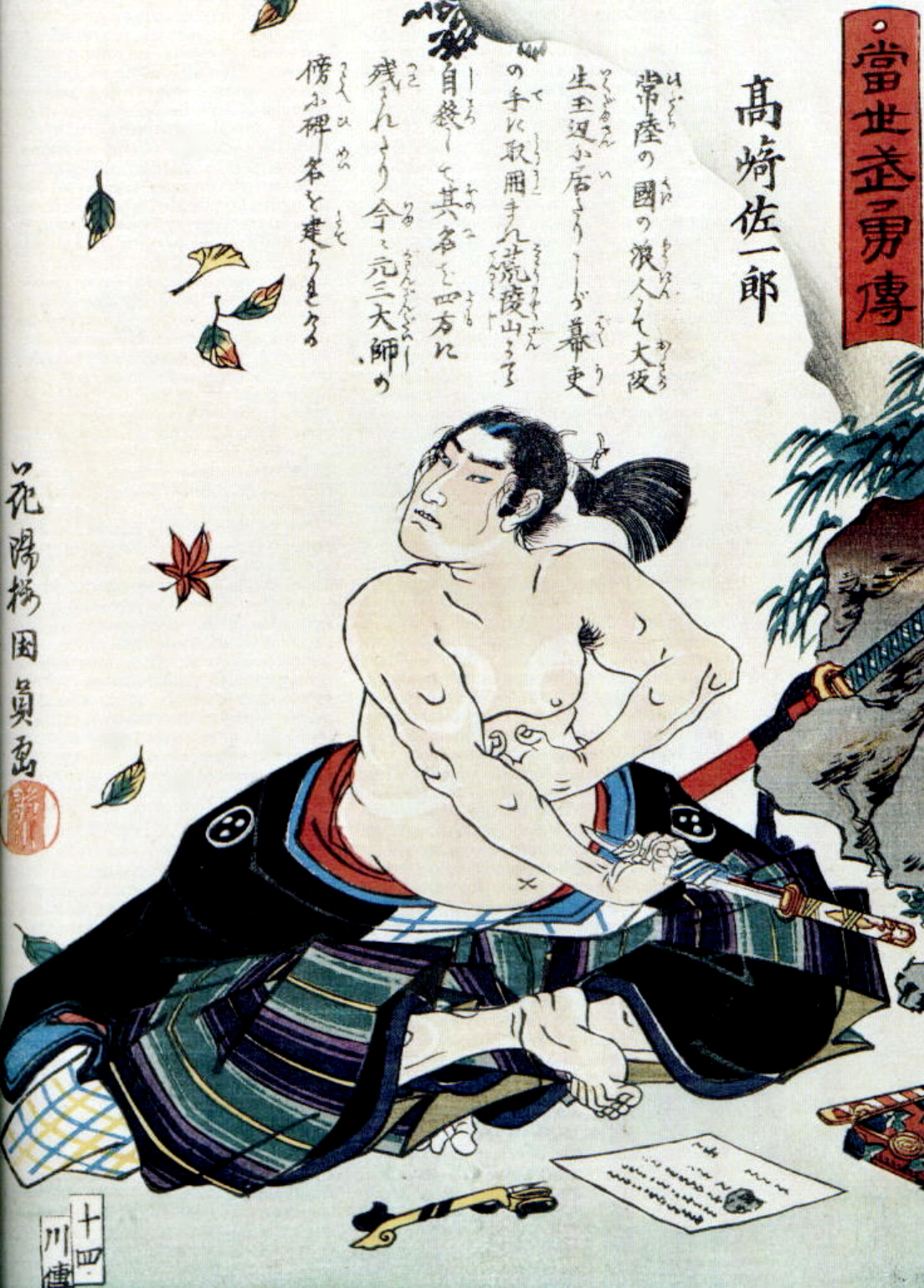
Такадзакі Сукеїчіро здійснює сепуку, щоби не потрапити в полон.

Звичай сепуку зародився в XI столітті, в період Хейан, у середовищі військових. З XII століття він набув поширення серед японського самурайства і практикувався у цій верстві протягом 700 років.
Мотивами для ритуального самогубства могли бути:
1. смерть господаря, якому служив самурай;
2. відповідальність за невиконану справу чи непристойну поведінку;
3. жаль за скоєні вчинки;
4. небажання і сором стати полоненим.

У першому випадку ритуальне самогубство називалося ойбара (【追腹, おいばら】) — «розрізання живота вслід за господарем», в другому випадку — цумебара　(【詰腹, つめばら】) — «розрізання живота за обставинами», а в третьому — муненбара　(【無念腹, むねんばら】) — «розрізання живота з жалю».
Живіт розтинали нижче пупа двома способами: поперек — зліва направо, або навхрест — зліва направо і зверху вниз. Останній спосіб вважався складним, тому до нього вдавалися лише фізично сильні воїни. Після розрізу, самогубець завдавав собі смертельного удару в горло.
З XVII століття чистота мотивації для здійснення сепуку поступово втратила сенс, а сам ритуал остаточно формалізувався. Замість останнього удару в горло, самураї використовували помічника кайшяку, який відрубував голову самогубцеві, після розрізання ним живота. Інколи помічник відрубував голову раніше, ніж воїн встигав розітнути живіт. У добу сьоґунату Токуґава (1603⁣ — ⁣1867) для виконання сепуку, зазвичай, призначали трьох помічників: старшого, додаткового і молодшого. Перший відрубував голову, другий приносив тацю з коротким мечем, а третій засвідчував смерть самогубця.
Помічник дотримувався «трьох правил» або «чотирьох фаз», після завершення яких він міг відрубати воякові голову. «Три правила» передбачали, що самогубець отримає короткий меч на тацi, подивиться на лівий бік свого живота і встромить у нього меч. «Чотири фази» складалися з підношення тацi з мечем, підсування таці до самогубця, взяття ним меча та встромляння леза у живіт. «Правила» і «фази» слід було виконувати повільно, не поспішаючи.
Сепуку був не лише ритуальним самогубством, але й різновидом покарання привілейованого стану в середньовічній Японії. Воякові, що завинив, давали останній шанс повернути собі гідність та змити провину кров'ю. Самураї вищого класу здійснювали сепуку в садибах своїх володарів, а самураї середнього і нижчого класів — у в'язницях. Покарання виконували так само як і звичайне ритуальне самогубство, — коротким мечем розпорювали живіт, після чого помічник відрубав голову. В особливих випадках замість меча виносили біле віяло, яким імітували розрізання живота. Такий ритуал називався оґібара — «сепуку з віялом» і нагадував просте, але почесне відтинання голови.
1873 року, в результаті реставрації Мейдзі та вестернізації Японії, покарання злочинців через сепуку було скасоване. Проте, навіть після XIX століття, ритуал розпорювання живота використовували як спосіб покінчити із життям. Найгучнішими випадками, що сколихнули японське суспільство, були групове сепуку 14 молодиків, здійснене 25 серпня 1945 року напередодні через поразку Японії у Другій світовій війні, та самогубство японського письменника Місіми Юкіо, вчинене 25 листопада 1970 року.

## Процедура обряду

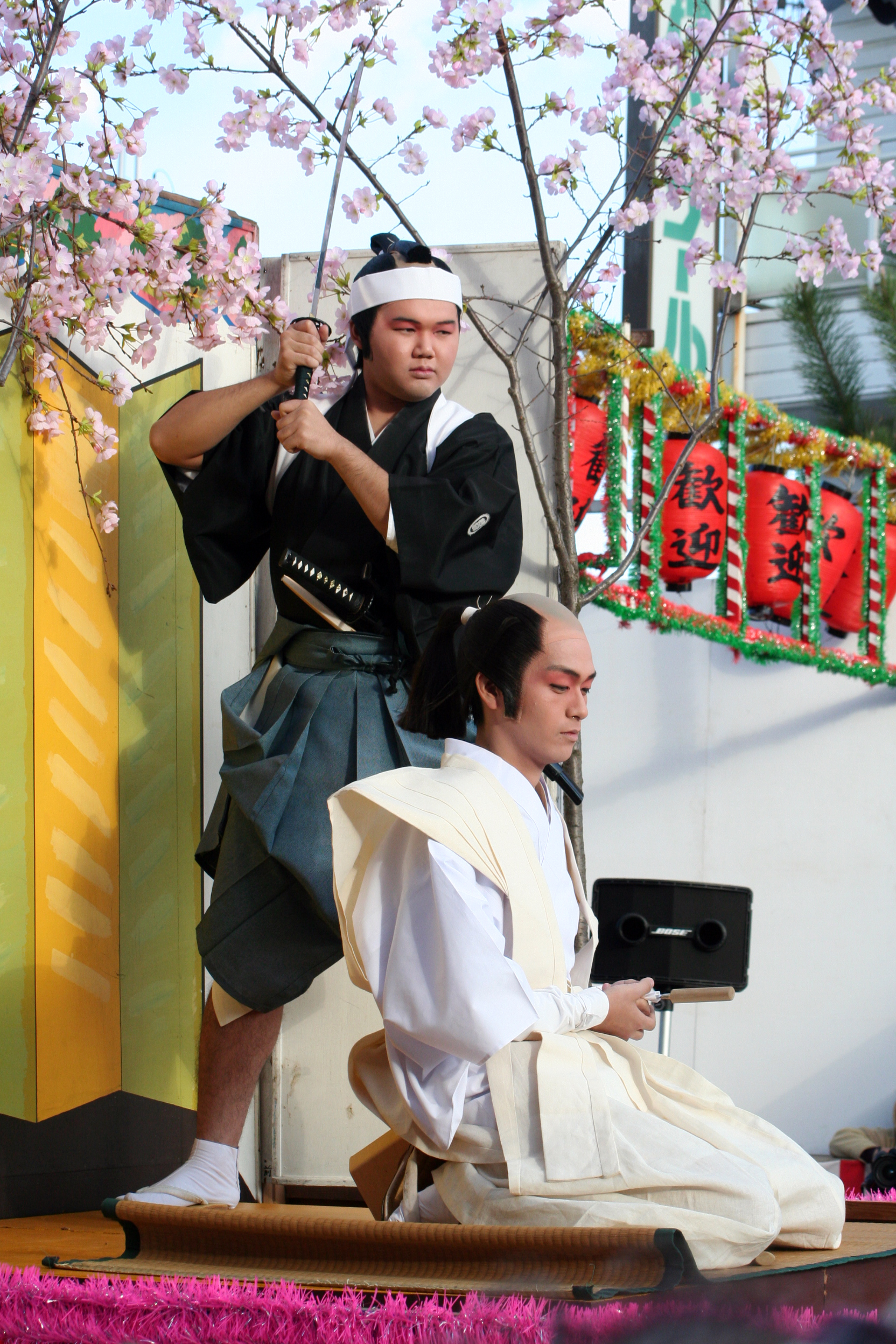
Сеппуку від Асано Найшокудо, косплей «Інциденту Ако», знятий на фестивалі Ако Йошіші 2009 року, з використанням білого камісімо замість асагі.

Цей розділ описує процедуру примусового сеппуку (часто як покарання) в період Едо, коли цей порядок був встановлений.
1. Коли приймається рішення про вчинення сеппуку, про це повідомляють порушника.
2. Перед вчиненням сеппуку особа, яка вчиняє сеппуку, очищається шляхом купання. Холодну воду для цього спочатку наливають у ванну, в яку додають гарячу воду, щоб відрегулювати температуру. У ті часи, коли мили тіло живої людини, було нормальним розбавляти гарячу воду холодною, щоб вона стала теплою, але тут все навпаки, і це той самий метод, який використовується для юкана (купання трупа).
3. Далі волосся зав'язують вище, ніж зазвичай, і згинають у напрямку, протилежному до того, як його зазвичай зав'язують. Костюм для сеппуку складався з простого білого косодзе та камісімо із зовнішніми складками та косодзе з вшитим ззаду комірцем, щоб було легше відрізати голову. Косоде слід було носити спереду зліва (лівим коміром вперед) так само, як це було зроблено на трупі.
4. Місце сеппуку обв'язують могарі (дерев'яним шнуром). На підлогу кладуть килимки татамі: два перевернуті догори дном татамі (килимки земляного кольору з білими краями), чотири смуги жовтої або блакитної тканини або футон (в деяких випадках зверху насипають білий пісок), з прикріпленими до чотирьох кутів шитенами, а також жіночий бамбук, загорнутий у білий шовк у формі воріт торії, висотою 8 футів і шириною 6 футів, з чотирма смугами тканини, натягнутими з усіх боків. Ззаду встановлюється перевернута догори дном (або відкинута назад) складна ширма.
5. Сидіння інспектора розташоване навпроти сидіння особи, що здійснює сеппуку. Особа, що здійснює сеппуку, заходить через «ворота нірвани» і сідає на татамі на білому шовку обличчям на північ. Супроводжуючий заходить з брами Шуґьомун.
6. Перед людиною, яка здійснює сеппуку, стоять два набори чашок для саке (верхня частина зроблена з соломи, а нижня покрита лаком), юдзуке (білий рис, залитий гарячою водою), три шматочки ароматичних трав (кажуть, що це означає «шматочки м'яса»), сіль, закуски з місо і перевернуті палички для їжі. Це остання їжа на землі для сеппукудзіна.
7. Сеппукуджин двічі наливають саке з пляшки для саке і випивають дві чашки саке за чотири рази. Якщо в цей час сеппукудзін просить налити йому ще саке, то йому не дають, оскільки це було б незручно, якби він сп'янів.
8. Після цього помічники опускають стіл і з чотирьох боків розкладають кинджали, які використовуються для сеппуку. Меч для сеппуку — це меч з аранжуванням (не в білих дерев'яних піхвах, а в піхвах з плетеною ниткою). Однак, як згадувалося раніше, з часом дерев'яні мечі та віяла використовувалися для того, щоб зробити меч схожим на меч). Кинджал має довжину 9 футів 5 дюймів, руків'я знімається, лезо 28 разів обертається тканиною або папером і перев'язується паперовим шпагатом так, щоб кінчик леза стирчав назовні 5-6 хвилин. Якщо меч використовується з прикріпленим руків'ям, мекугі також слід зняти.
9. Сьосукекуро називає своє ім'я та вклоняється практикуючому сеппуку. Потім сеппуку очищують, поливаючи меч водою з ковша, і тримають його в позі хачісоу (поза з вістрям меча, спрямованим до неба; існують різні теорії щодо того, як це робиться). Існують різні теорії щодо того, як саме слід тримати меч).
10. Учасник сеппуку мовчки вклоняється коронеру і знімає шкіру з правого боку. Він бере меч лівою рукою, відсуває його назад правою рукою, повертає вістрям назад вліво, переходить на праву руку, тричі штовхає і погладжує живіт лівою рукою, і встромляє меч зліва направо приблизно на дюйм вище пупка (глибина на три або навіть п'ять хвилин нижче пупка).
11. Існує низка причин, чому голову тримають у такій формі: щоб голова не відлетіла і не забруднилася землею та піском; через вплив конфуціанського вірування, що «ділити тіло негідно»; і тому, що відсікання голови призвело б до ганебного «відрубування голови» (у випадку смерті від забою голову повертали в бік ворога). (Повернута вперед голова вважалася красивою). Втім, це варіювалося від регіону до регіону, наприклад, в Тосі голову відрубували, не залишаючи шкіри, і були випадки, коли практикуючий сеппуку наважувався відрубати голову, тому не завжди потрібно було використовувати голову, що лежить в обіймах.
12. Після завершення молитви навколо трупа ставили ширму з білою облямівкою, щоб його не могли бачити інші. Заступник заступника показував голову коронеру, який підтверджував, що людина, яка практикувала сеппуку, померла, і ритуал сеппуку завершувався. Ручка ковша вставляється в тіло, голова зчленовується, труп загортається в шовк і кладеться в труну.

Пізніше церемонію спростили: коли сеппуку вдягає костюм камісімо, подають відварений рис, відмовляються від прапора і використовують лише два килимки татамі, білий шовковий килимок і білу розкладну ширму. Коли супроводжуючий вдаряє по голові, коронер бере меч, виходить на ліву ногу і повертається ліворуч, щоб стати.
У телевізійних та кіно-історичних драмах сцени сеппуку показують на килимах татамі, вкритих білою тканиною, в білому одязі та з незахищеним мечем, загорнутим у папір бокушо, але насправді такої церемонії не існує в жодному періоді чи регіоні. Це пояснюється тим, що колір крові занадто сильно виділявся б і вигляд став би огидним, якби область сеппуку була рівномірно білою. Крім того, біле камісімо було так званим траурним одягом, який одягали на чужі похорони, і ніколи не вдягали під час сеппуку. Насправді, одяг, який одягали або розкладали, складався з червого колорю, посилаючись на легенду про кров хекі. Кинджали, що використовувалися для сеппуку, також зазвичай щільно скріплювали скрученим папером або залишали з прикріпленими піхвами, оскільки вони б вислизали, якби були загорнуті лише в папір. Крім того, білі піхви спочатку призначалися для зберігання леза меча і ніколи не використовувалися воїнами для практичних цілей. Популярний образ сеппуку ґрунтується на візуальному сприйнятті зображення, яке відрізняється від реальної ситуації.

## Інкорпорація в європейську культуру

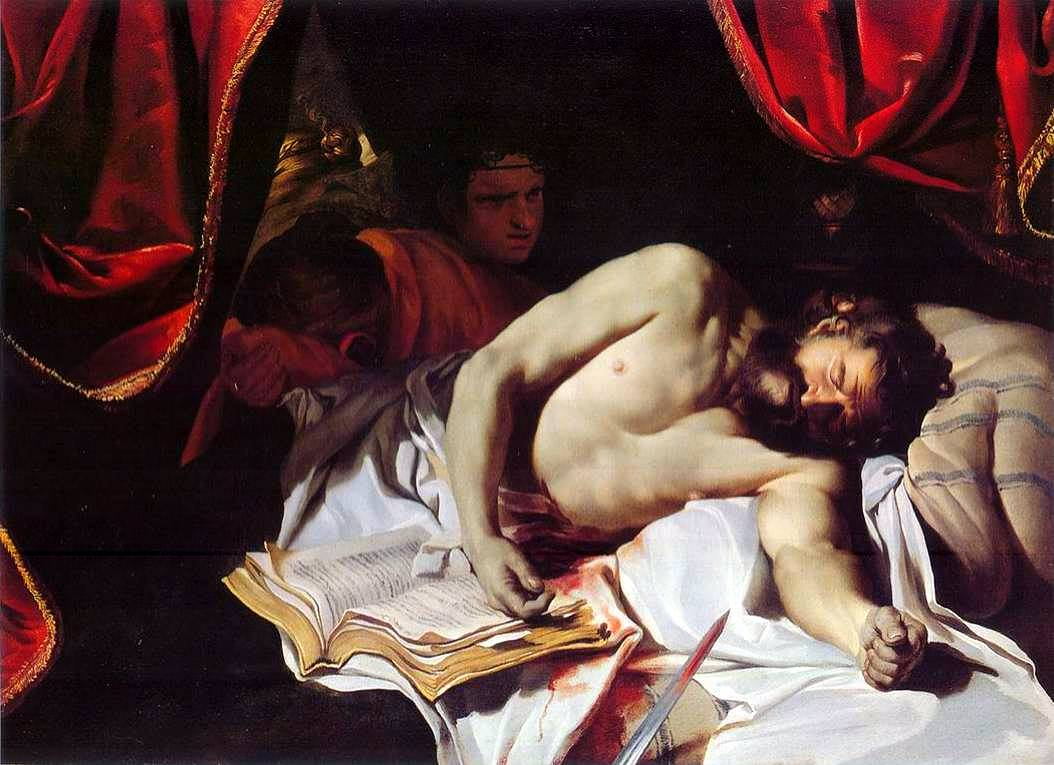
Шарль Ле Брюн — «Самогубство Катона з Утики»

Звичай сеппуку був вперше представлений перед європейцями з ілюстраціями у книзі «Montanus Japanica», виданій в Амстердамі в 1669 році, книга вийшла в німецькому, англійському та французькому виданнях і була широко популярною. Ритуальне самогубство у подібний спосіб одразу європейцями почало сприймалася надміру ексцентрично. Частково це пов'язано з тим, що самогубство є табу на Заході, а частково з тим, що воно привернуло увагу іноземців завдяки тій частині самураїв, які не боялися смерті.
Однак випадки скоєння сеппуку за межами Японії все-таки ставалися. Одним з відомих прикладів стало вчинення сеппуки британцем Алуном Джонсом у 2017 р. Варто зауважити що ритуальне самогубство після пацифікації Японії внаслідок поразки у другій світовій війні призвело до занедбування декотрих культурних традицій, зокрема пов'язаних на самурайському дусі. Тому подібна практика фактично не зустрічається у сучасній японській державі.'
Французький дослідник Моріс Пінже зважує на випадок у європейській історії пов'язаний з Катоном, самогубство якого стало кульмінацією його непохитних принципів і відмови жити під владою Цезаря, в якому він вбачав загрозу для Римської республіки. Після вирішальної поразки республіканських військ під Тапсом, Катон, вирішивши тримати ворота Утіки зачиненими, поки не евакуює своїх прихильників морем, наклав на себе руки, коли відійшли останні кораблі. У цьому дослідник вбачає джерела духу сеппуку, мучеництва заради честі.